# Johan Paul Heublein
Johan Paul Heublein, död 27 april 1722, var en svensk handlande, riksdagsledamot och politiker.

## Biografi
Johan Paul Heublein arbetade som handlande i Stockholm. Han avled 1722.
Heublein var riksdagsledamot för borgarståndet i Stockholm vid riksdagen 1719.

### Familj
Heublein gifte sig första gången med Gertrud Emmerman.
Heublein gifte sig andra gången  6 maj 1712 i Stockholm med Maria Dorotea Ehrenstolpe (1686–1723), dotter till kanslirådet Baltzar Ehrenstolpe och Brita Kranck.